# Basilosaurus
Basilosaurus (dobesedno »kraljevski kuščar«) je rod izumrlih zgodnjih kitov (Archaeoceti), ki je živel v poznem eocenu pred 40–34 milijoni let. Prvi fosil B. cetoides je bil odkrit na jugovzhodnem območju Združenih držav Amerike, za katerega so domnevali, da predstavlja neznano vrsto plazilca, vendar so pozneje odkrili, da gre v resnici za morskega sesalca. R. Owen je zato predlagal novo ime rodu, tj. Zeuglodon, vendar je po taksonomskih pravilih prvo določeno ime ostalo trajno. Fosile B. isis so našli v Egiptu in Jordaniji, fosile B. hussaini pa v Pakistanu.
Telo bazilozavra B. cetoides je v dolžino merilo od 12–20 m, s čimer velja za največjo do sedaj znano žival v poznem eocenu. B. isis je bil nekoliko manjše velikosti. Podobno kot današnji kiti so tudi bazilozavri imeli repno plavut na koncu močnega in dolgega repa, s čimer so plavali, vendar pa se tukaj podobnosti končajo. Bazilozavri so imeli namreč podolgovato telo, dejansko bolj podobno velikanski kači ali kuščarju, zaradi česar so paleontologi sprva zmotno domnevali, da gre za plazilca.
Glava je bila nenavadno majhna in je merila v dolžino manj kot 1,5 m, s tem pa so bili manjši tudi možgani. Prav tako niso imeli t. i. melonastega organa, ki je bistven pri sporazumevanju s klici in pri eholokaciji, zaradi česar domnevajo, da so bile družbene strukture zgodnjih kitov enostavnejše od današnjih kitov. Zraka niso vdihovali preko ene nosnice (strčnice) na vrhu glave, pač pa preko dveh nosnic na podolgovatem gobcu. Prednje plavuti so bile gibljive v komolcu, podobno kot pri plavutonožcih. Zadnji par nog je bil zakrnel, poleg tega pa ni bil povezan s križničnimi (sakralnimi) vretenci, zaradi česar je gibalna (lokomotorna) funkcija malo verjetna. Pri B. isis so te noge merile okoli 35 cm v dolžino.
Tako kot današnje orke so bili bazilozavri mesojede živali, ki so se prehranjevali predvsem z ribami in morskimi psi. B. isis se je prehranjeval tudi z manjšimi mesojedimi kiti iz rodu Dorudon, kot kažejo znamenja ugrizov na odkritih fosilih. Po študijah naj bi sila ugriza znašala več kot 16 kN.
Bazilozaver je uradni državni fosil zveznih držav Alabama in Misisipi.